# Risiko (Lied)
Risiko ist ein Lied des deutschen Rappers Bonez MC und des österreichischen Rappers RAF Camora. Der Song ist die zweite Singleauskopplung ihres zweiten Kollaboalbums Palmen aus Plastik 2 und wurde am 24. August 2018 veröffentlicht.

## Inhalt
| Liedteil   | Künstler   |
| 1. Strophe | RAF Camora |
| Refrain    | RAF Camora |
| 2. Strophe | Bonez MC   |

In Risiko rappen RAF Camora und Bonez MC über verschiedene Risiken, die sie in ihrem Leben eingehen und dass sie keine Angst vor dem Tod haben. So handelt RAF Camoras Strophe vom ausschweifenden Leben als Star, Drogen- und Zigarettenkonsum sowie einem möglichen Fahrverbot aufgrund zu häufiger Geschwindigkeitsüberschreitung. Bonez MC rappt über seinen Codeinkonsum, unangeschnalltes Autofahren sowie bevorzugten Sex ohne Kondom mit verschiedenen Frauen. Zudem bezeichnet er sich selbst als Junkie.

„Geh’ jeden Tag bis ans Limit

Kann sein, morgen bin ich tot

Dankbar, dass wir noch hier sind

Ja, Bruder, kenn’ das Risiko

[…]

Mich stoppt kein Risiko (Mich stoppt kein Risiko, nein)“

## Produktion
Der Song wurde von den Musikproduzenten X-plosive und The Cratez in Zusammenarbeit mit RAF Camora produziert. Sie fungierten neben Bonez MC auch als Autoren. Die Musik enthält ein Sample des Liedes Shape of My Heart von Sting aus dem Jahr 1993.

## Musikvideo
Bei dem zu Risiko gedrehten Musikvideo führte der Regisseur Shaho Casado Regie. Es feierte am 24. August 2018 Premiere auf YouTube und verzeichnet mehr als 65 Millionen Aufrufe (Stand: Juli 2025).
Das Video wurde in Costa Rica sowie in Afrika gedreht und zeigt zahlreiche Naturaufnahmen mit heimischen Tierarten, wie Giraffen, Krokodile, Zebras, Affen oder Büffel. RAF Camora rappt seine Strophe auf einer Hängebrücke in einem Wald sowie am Strand am Meer. Bonez MC befindet sich hingegen überwiegend auf einem Friedhof.

## Single

### Covergestaltung
Die Single wurde mit zwei verschiedenen Covern veröffentlicht. Das erste Cover zeigt die Luftaufnahme eines Waldes, der von Nebel umhüllt ist und auch am Anfang des zugehörigen Musikvideos zu sehen ist. Mitten im Bild steht der weiße Schriftzug Risiko, während sich rechts unten das Logo von Palmen aus Plastik 2 in Weiß befindet. Auf dem zweiten Singlecover befinden sich RAF Camora und Bonez MC an einem grünen Zaun, während im Hintergrund in Nebel getauchter Wald und Berge zu sehen sind. Die Schriftzüge Bonez MC x RAF Camora in Blau sowie Risiko in Grün stehen im oberen Teil des Bildes. Rechts unten befindet sich wiederum das Logo von Palmen aus Plastik 2 in Weiß.

### Chartplatzierungen
Risiko stieg am 31. August 2018 auf Platz zwei in die deutschen Singlecharts ein und konnte sich insgesamt 14 Wochen in den Top 100 halten, davon vier Wochen in den Top 10. Darüber hinaus erreichte die Single für eine Woche die Chartspitze der deutschen deutschsprachigen Singlecharts. Beide Interpreten führten zum vierten Mal diese Chartliste an. Auch in Österreich und der Schweiz debütierte die Single auf Rang zwei der Hitparade und hielt sich sieben bzw. sechs Wochen in den Charts. In allen drei Ländern musste sich Risiko lediglich In My Mind (Dynoro feat. Gigi D’Agostino) geschlagen geben.
In den Single-Jahrescharts 2018 belegte das Lied in Deutschland Platz 81 und in Österreich Platz 75.
| ChartsChartplatzierungen | Höchstplatzierung | Wochen |
| ------------------------ | ----------------- | ------ |
| Deutschland (GfK)        | 2 (14 Wo.)        | 14     |
| Österreich (Ö3)          | 2 (7 Wo.)         | 7      |
| Schweiz (IFPI)           | 2 (6 Wo.)         | 6      |

| ChartsJahrescharts (2018) | Platzierung |
| ------------------------- | ----------- |
| Deutschland (GfK)         | 81          |
| Österreich (Ö3)           | 75          |

Auf der Streaming-Plattform Spotify erreichte die Single bislang mehr als 93 Millionen Aufrufe (Stand: Februar 2025).

### Auszeichnungen für Musikverkäufe
Risiko wurde noch im Erscheinungsjahr für mehr als 15.000 verkaufte Einheiten mit einer Goldenen Schallplatte in Österreich ausgezeichnet. 2023 erhielt es in Deutschland ebenfalls eine Goldene Schallplatte für über 200.000 Verkäufe.

| Land/Region        | Auszeichnungen für Musikverkäufe (Land/Region, Auszeichnung, Verkäufe) | Verkäufe |
| ------------------ | ---------------------------------------------------------------------- | -------- |
| Deutschland (BVMI) | Gold                                                                   | 200.000  |
| Österreich (IFPI)  | Gold                                                                   | 15.000   |
| Insgesamt          | 2× Gold ·                                                              | 215.000  |